# RayCrisis
RayCrisis (レイクライシス) est un jeu vidéo de type shoot them up développé et édité par Taito sur borne d'arcade en 1998. Il est porté sur PlayStation en 2000. Il est sous-titré Series Termination en Amérique du Nord.

## Rééditions
- 2000 - PlayStation ;
- 2001 - Windows, uniquement au Japon.

## Série
1. Gunlock ou RayForce (1993, borne d'arcade, Saturn)
2. RayStorm (1996, borne d'arcade, PlayStation, Saturn)
3. RayCrisis (1998, borne d'arcade, PlayStation)